# 二子玉川タイムスパーク
二子玉川タイムスパーク（ふたこたまがわタイムスパーク）は、1992年から2006年まで東京都世田谷区玉川 (世田谷区)（二子玉川）に存在した施設である。1985年に閉園した遊園地「二子玉川園」跡地を含めた二子玉川駅東口一帯で再開発がなされることになったが、工事開始までの期間において敷地を有効活用しようというものであった。代表的な施設であるナムコ・ワンダーエッグが開園当初から「期間限定」をうたっていたのはそのためである。敷地内にはテーマパークやスポーツ施設など複数の施設があり、複数のテナントが個々に敷地を借りて施設を設置・運営していた。
不景気に伴う再開発事業の開始の遅れにより、ナムコ・ワンダーエッグなどの内部施設も営業期間の延長がなされていたが、2006年以降は再開発工事が本格化し、内部施設はほぼ全て閉鎖されている。跡地は超高層マンションを含む商業施設と住宅の複合施設「二子玉川ライズ」が建設されたほか、駅前広場やバスロータリー、周辺道路の整備のための敷地となった。

## 施設
- ナムコワンダーエッグ
- いぬたま・ねこたま
- 釣り堀
- 二子玉川園東急スポーツガーデン - パターゴルフ場やテニスコートなど。
- ミズノフットサルプラザ二子玉川 - フットサルコート[1]。

その他、複数のレストランなどがあり、また緑が豊富であった。

## 歴史
- 1985年3月31日 - 二子玉川園が閉園。
- 1992年2月29日 - ナムコ・ワンダーエッグが50か月間の期間限定で開園。日本初のゲームメーカーが運営するテーマパークであった。
- 1994年7月 - 隣接地に「遊びの錬金術国家たまご帝国」を完成。
- 1995年 - いぬたま・ねこたまが開園。
- 1996年 - ワンダーエッグとたまご帝国を「ナムコ・ワンダーエッグ2」としてリニューアルオープン。
- 1999年4月3日 - ワンダーエッグ2を「ナムコ・ワンダーエッグ3」としてリニューアルオープン[2]。
- 2000年12月31日 - ナムコ・ワンダーエッグが閉園[3]。再開発の遅れで数度の期間延長がなされていた[2][3]。
- 2006年1月8日17時 - いぬたま・ねこたまが閉園。
- 2006年9月18日 - ミズノフットサルプラザ二子玉川が閉園。
- 2007年春 - 再開発工事が本格化。

## アクセス
- 東急田園都市線・東急大井町線 - 二子玉川駅下車、徒歩5分。